# Castello dei Conti Guidi (Poppi)

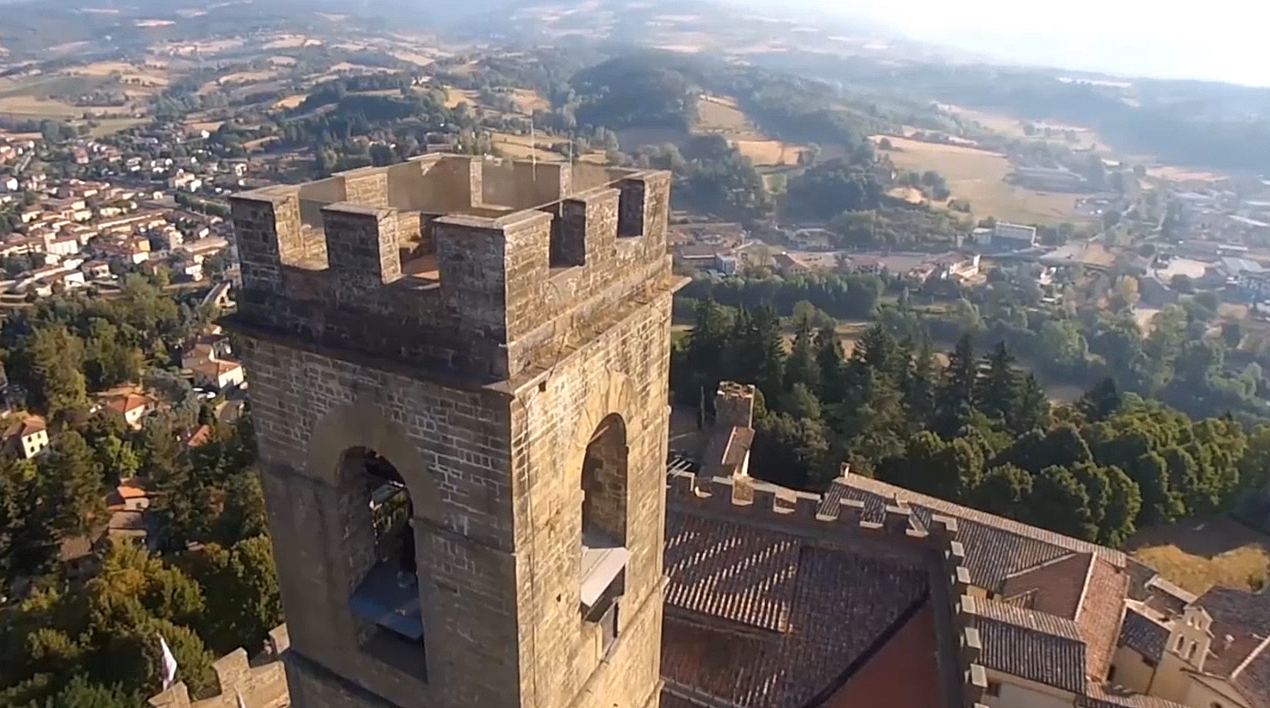
Veduta aerea della torre

Il castello dei conti Guidi (inquadrato all'interno dell'Ecomuseo del Casentino, nel Sistema della Civiltà Castellana) è un monumento di Poppi che si trova in piazza della Repubblica 1.

## Storia e descrizione
La prima traccia nelle cronache del castello, costruito nel Medioevo, risale al 1191. L'edificio è stato ristrutturato a partire dal 1274 per volontà del conte Simone Guidi e di suo figlio Guido. Il castello è stato teatro di un avvenimento storico: l'11 giugno 1289, davanti al monumento, si è svolta la battaglia di Campaldino. Incerta la paternità dell'edificio: la parte più antica è attribuita non univocamente a Lapo di Cambio, mentre la più recente, databile alla fine del XIII secolo, sarebbe di Arnolfo di Cambio.
All'interno dell'edificio, che per anni ha ospitato la sede dell'amministrazione comunale del centro in provincia di Arezzo, è oggi ospitato un museo sulla battaglia di Campaldino, la Biblioteca Rilliana e il Centro di documentazione Giovanni Gualberto Miniati.
Dal cortile sale al primo piano uno scalone attribuito a Jacopo di Baldassarre Turriani e realizzato intorno al 1477, forse sulla base di un disegno di Brunelleschi. Sulla sommità è una statua di cavaliere in pietra serena, di solito identificata con Guido di Simone da Battifolle e riferita ad uno scultore fiorentino del primo Quattrocento, vicino ai modi di Niccolò di Piero Lamberti.
Nel Salone delle Feste si trova la tela di Giovanni Martinelli con la Vergine col Bambino che porge il Rosario a san Domenico con i santi Francesco, Caterina d'Alessandria, Lucia e Giuseppe, firmata e datata 1647, proveniente dalla chiesa di San Michele Arcangelo di Biforco e qui collocata dal 2001, restaurata in quell'anno in occasione della mostra dedicata all'arte del Seicento in Casentino tenutasi in quell'anno e in questa collocazione rimasta per motivi di sicurezza.

## La cappella
Sulla volta della navata unica della cappella annessa al castello, si trova uno dei più importanti cicli di affreschi della provincia di Arezzo. Quasi interamente affrescati sono anche i suoi muri: da segnalare i tre cicli sulle Storie di San Giovanni Battista, San Giovanni Evangelista e dalla vita di Maria, oltre alle figure di santi collocate al di sotto di questi. In una nicchia collocata al di sotto di una finestra vi è un polittico trompe-l'œil affrescato, mentre su ognuno dei quattro angoli della volta sono dipinti gli Evangelisti in trono, la cui paternità è stata attribuita a Taddeo Gaddi, nella sua fase giovanile nel corso degli anni venti del Trecento, attribuzione confermata dopo i restauri eseguiti fra il 1988 e il 1990. La caratteristica più importante degli affreschi dell'allievo di Giotto, rispetto al maestro, risiede, da una parte, nello sviluppo interessi illusionistici rappresentati dai finti marmi, dalla finta nicchia con le ampolline, dal finto polittico, dall'altra nella costruzione di un'intelaiatura geometrica e nella rappresentazione di specchiature e diverse membrature architettoniche.

## La Biblioteca Rilliana
Dapprima ospitata in un palazzo del paese, nel 1911 fu trasferita in un'ala del castello (cinque grandi sale e un salottino), la biblioteca che il Conte Fabrizio Rilli Orsini volle lasciare alla sua morte (1828) alla comunità di Poppi. Al nucleo originario di circa 9000 volumi si erano aggiunte importanti donazioni private (come il lascito Soldani) e i grandi fondi librari provenienti da sedi monastiche soppresse con l'Unità d'Italia, quali l'Eremo di Camaldoli e il Convento dei Frati Minori Cappuccini e il Monastero vallombrosano di San Fedele a Poppi.
L'immenso patrimonio librario, il più importante del Casentino, conta oggi circa 25.000 libri antichi di cui 868 manoscritti (150 medievali) e 930 incunaboli (XV secolo).